# Butein
Butein ist eine chemische Verbindung aus der Gruppe der Pflanzenpolyphenole und Chalkone, das als spezifischer Protein-Tyrosinkinase-Inhibitor wirkt.

## Vorkommen

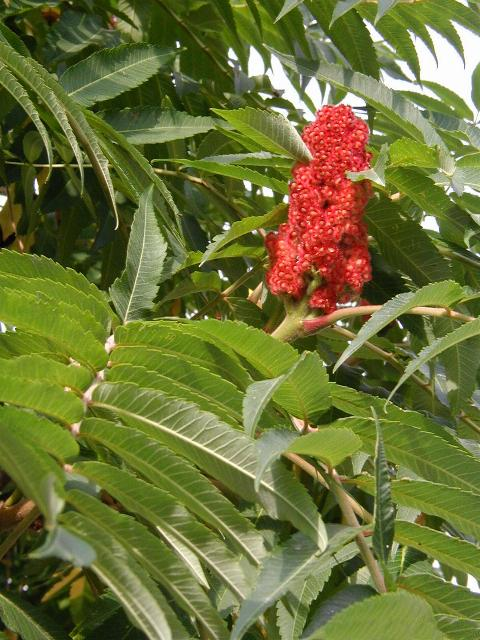
Essigbaum (Rhus typhina)

Butein und sein 4’-O-Glucosid (Coreopsin) sind die in der Natur am häufigsten auftretenden Tetrahydroxychalkone. So kommt die Verbindung häufig im Holz und in der Rinde verschiedener Bäume, wie zum Beispiel Acacia- (Fabaceae) oder Rhus-Arten (Sumach, Essigbaum, Anacardiaceae) vor. Die Verbindung kommt auch in vielen nicht verwandten Gattungen vor, darunter Butea Dahlia, Coreopsis und Searsia. Butein wurde erstmals 1904 aus den Blüten der Butea frondosa isoliert und identifiziert.

## Gewinnung und Darstellung
Butein kann durch eine mehrstufige Reaktion gewonnen werden. Der erste Schritt der Synthese besteht aus dem Schutz der Hydroxylgruppen von 2,4-Dihydroxyacetophenon und 3,4-Dihydroxybenzaldehyd mit Allylbromid in Gegenwart von Kaliumcarbonat in DMF. Die Claisen-Schmidt-Aldol-Kondensation des Keton-Zwischenprodukts mit dem Aldehyd in Gegenwart von Kaliumhydroxid in Methanol führt zum Kondensationsprodukt 3,4,20,40-Tetra-Allylbutein. Die anschließende Entfernung der Allylschutzgruppen durch Mikrowellenbestrahlung in Gegenwart von Bis(triphenylphosphin)palladium(II)-chlorid und Ammoniumformiat führt zur Bildung von Butein.

## Eigenschaften
Butein ist ein gelbliches bis braunes, kristalles Pulver. Die Verbindung weist eine Reihe von pharmakologischen Eigenschaften auf, so wirkt es als Proteintyrosinkinase-Hemmer und als antineoplastisches Mittel. Butein hemmt den Rezeptor des epidermalen Wachstumsfaktors in Hep G2-Zellen und die Tyrosin-spezifischen Proteinkinase-Aktivitäten des Rezeptors des epidermalen Wachstumsfaktors. Darüber hinaus zeigt es in verschiedenen Tiermodellen entzündungshemmende, antidiabetische, antinephritische, antithrombinische, antiangiogene und hepatoprotektive Aktivitäten.

## Verwendung
Butein ist ein bekannter Lebensmittelzusatzstoff und ein häufiger Bestandteil pflanzlicher Arzneimittel, die vor allem in asiatischen Ländern in pflanzlichen Rezepturen verwendet werden.